# Lucy Renshall
Lucy Jade Renshall (ur. 11 grudnia 1995) – brytyjska judoczka. Dwukrotna olimpijka. Zajęła dziewiąte miejsce w Paryżu 2024 i siedemnaste w Tokio 2020. Walczyła w wadze półśredniej.
Siódma na mistrzostwach świata w 2022; uczestniczka zawodów w 2019, 2021, 2023 i 2024. Startowała w Pucharze Świata w latach 2014-2017 i 2019. Brązowa medalistka mistrzostw Europy w 2018 roku. 

## Letnie Igrzyska Olimpijskie 2020
| Konkurencja | Eliminacje           | Klas. końcowa |
| Konkurencja | Przeciwnik I         | Miejsce       |
| ----------- | -------------------- | ------------- |
| -63 kg      | Miku Tashiro (JPN) P | 17.           |